# Schlachtengalerie

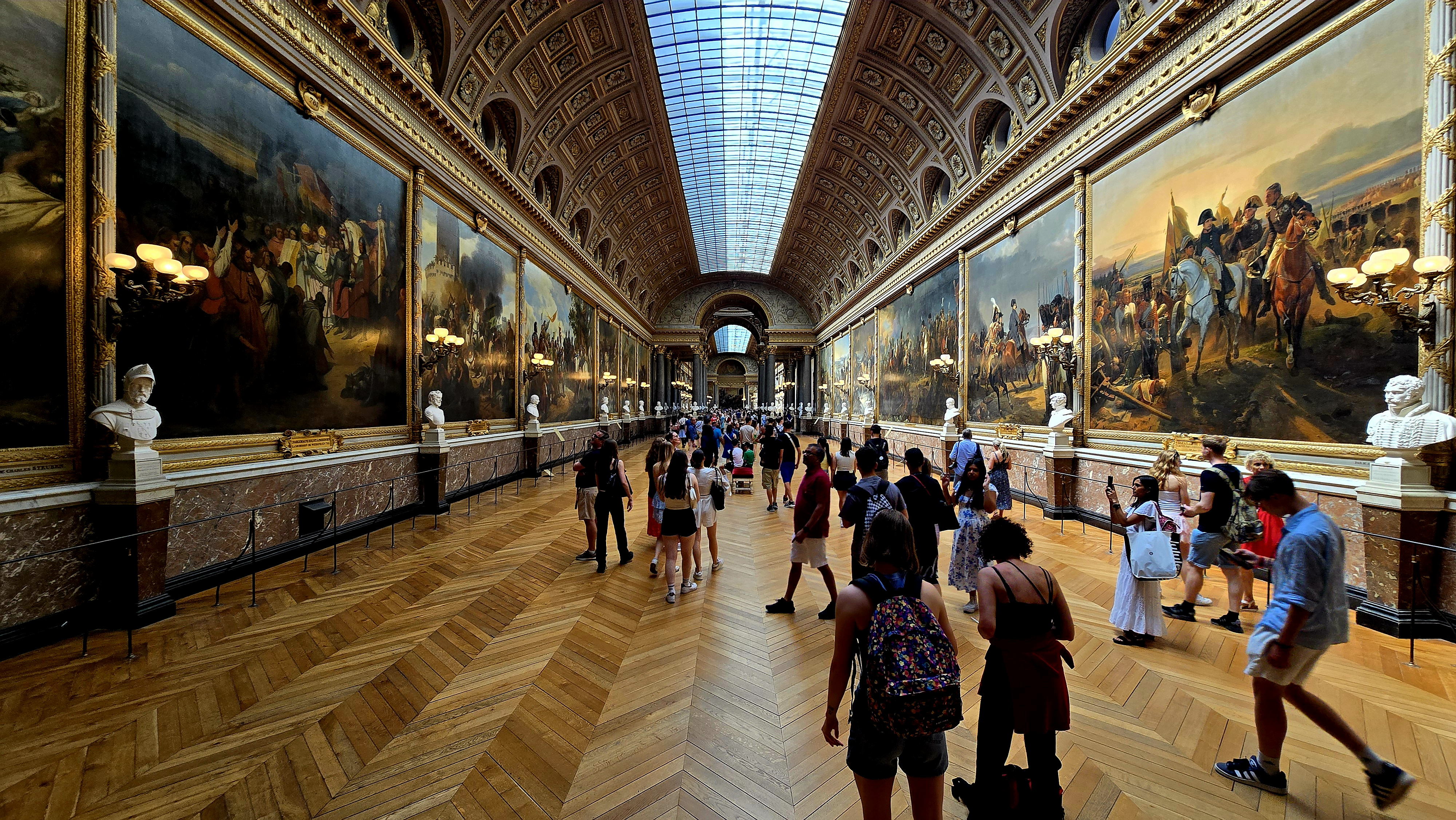
Blick in die Schlachtengalerie

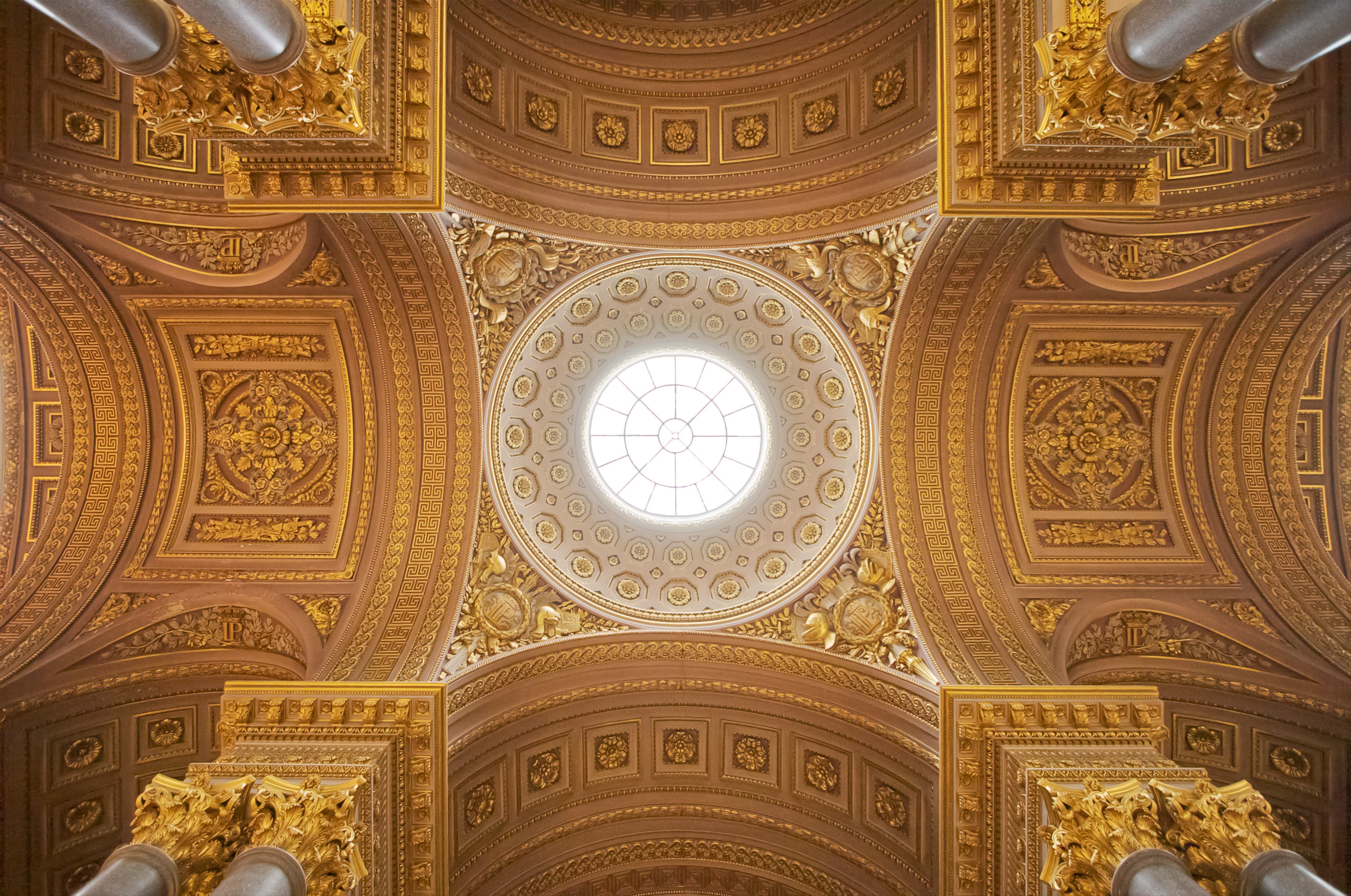
Decke im Mittelteil der Schlachtengalerie

Die Schlachtengalerie (französisch Galerie des batailles) ist im Schloss Versailles ein großer Saal im Südflügel, dem sogenannten Prinzenflügel. Sie befindet sich im ersten Obergeschoss auf der Schlossparkseite und reicht mit ihrem mittigen Glasdach in der Form eines Tonnengewölbes bis in das Attikageschoss. Oberhalb des Kämpfers sind Rundfenster auf beiden Wandseiten eingebaut. König Louis Philippe Anliegen war die Ehrung der großen militärischen Siege Frankreichs. Vier Gemächer der königlichen Familie mussten für diesen Umbau weichen.
Der Saal ist zwei Etagen hoch, 120 Meter lang und 13 Meter breit und enthält 33 großformatige Wandgemälde sowie 82 Büsten berühmter Heerführer. Die Gemälde inszenieren etwa 14 Jahrhunderte französischer Geschichte. Insbesondere sind siegreiche Könige und berühmte Generäle auf den Schlachtfeldern zu sehen. Der auf den Bildern dargestellte Zeitraum beginnt 496 mit Chlodwig I. auf dem Gemälde Schlacht bei Zülpich von Ary Scheffer und reicht bis zur Schlacht bei Wagram 1809 unter Napoléon.
Der Galerie ist die sogenannte Prinzentreppe vorgelagert, die zum Prinzenhof führt und unmittelbaren Zugang zum Saal 1792 hat. Dieser Saal ist nach den ihn verzierenden Gemälden benannt. Er wurde unter Ludwig XVI. auch Salle des Cent Suisses (Saal der hundert Schweizer) genannt. Die andere Seite der Galerie wird vom Saal 1830 flankiert und ist der Besucherzugang bei Führungen. An der Rückseite der Schlachtengalerie liegt die Steingalerie.
Die Eröffnung des Saales am 10. Juni 1837 fiel mit der Museumseröffnung des Musée de Versailles zusammen.

### Plan

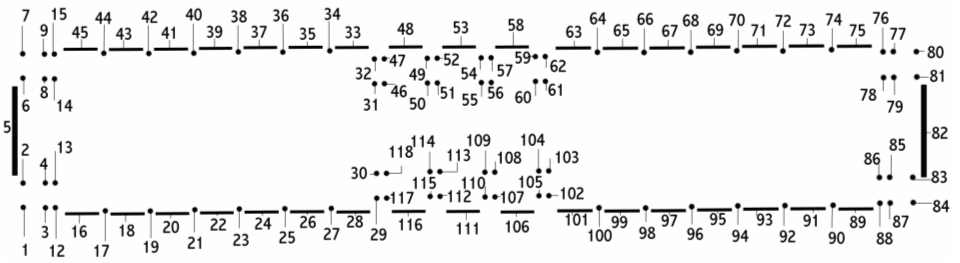
Beschreibung der Werke in der Schlachtengalerie, die Punkte stellen die Büsten, die Striche die Bilder dar

## Werke

### Büsten
Im Schlachtensaal sind Büsten französischer Militärpersonen aufgestellt, die im Kampf gefallen sind.
| Nr. | Person - Sujet                                                                                 | Gestorben – Décès | Schlacht                       | Künstler                       | Bild |
| --- | ---------------------------------------------------------------------------------------------- | ----------------- | ------------------------------ | ------------------------------ | ---- |
| 1   | Józef Antoni Fürst Poniatowski, Marschall von Frankreich                                       | 1813              | Leipzig                        | François Augustin Caunois      |      |
| 2   | Édouard Adolphe Mortier, Herzog von Treviso, Marschall von Frankreich                          | 1835              | Attentat auf Louis-Philippe I. | Théophile-François Marcel Bra  |      |
| 3   | Jean-Baptiste Bessières, Herzog von Istrien, Marschall von Frankreich                          | 1813              | Großgörschen                   | François Masson                |      |
| 4   | Heinrich LXI, Erbprinz Reuß zu Köstritz, Brigadegeneral                                        | 1813              | Kulm                           | Charles-François Lebœuf        |      |
| 6   | Simon von Montfort                                                                             | 1218              | Toulouse                       | Jean-Jacques Feuchère          |      |
| 7   | Robert von Artois                                                                              | 1315              |                                | Jean-Jacques Flatters          |      |
| 8   | Hugues Quieret, Admiral von Frankreich                                                         | 1340              | Sluis                          | Charles Émile Seurre           |      |
| 9   | Nicolas Béhuchet, Admiral von Frankreich                                                       | 1340              | Sluis                          | Bernard Seurre                 |      |
| 12  | Alexandre-Antoine Hureau, Baron de Sénarmont, Divisionsgeneral                                 | 1810              | Cádiz                          | Antoine Laurent Dantan l'Aîné  |      |
| 13  | Charles Étienne Gudin de La Sablonnière, Divisionsgeneral                                      | 1812              | Walutino                       | Louis-Denis Caillouette        |      |
| 14  | Walter VI. von Brienne, Herzog von Athen, Connétable von Frankreich                            | 1356              | Poitiers                       | Justin-Marie Lequien           |      |
| 15  | Pierre I. de Bourbon, Herzog von Bourbon                                                       | 1356              | Poitiers                       | Louis-Eugène Bion              |      |
| 17  | Antoine Louis Charles, Graf Lasalle, Divisionsgeneral                                          | 1809              | Wagram                         | Auguste Taunay                 |      |
| 19  | Jean-Baptiste Cervoni, Divisionsgeneral                                                        | 1809              | Eggmühl                        | Pietro Cardelli                |      |
| 21  | Jean Lannes, Prinz von Sievers, Herzog von Montebello, Marschall von Frankreich                | 1809              | Aspern                         | François Masson                |      |
| 23  | Nicolas Bernard Guiot de Lacour, Divisionsgeneral                                              | 1809              | Wagram                         | Jean-Baptiste Joseph Debay     |      |
| 25  | André Bruno de Frévol, Herzog von La Coste, Brigadegeneral                                     | 1809              | Saragossa                      | Clodion                        |      |
| 27  | Claude Corbineau, Brigadegeneral                                                               | 1807              | Preußisch Eylau                | Philippe Joseph Henri Lemaire  |      |
| 29  | Jacques Desjardin, Divisionsgeneral                                                            | 1807              | Preußisch Eylau                | Antoine Laurent Dantan, l'Aîné |      |
| 30  | Joseph Sécret Pascal-Vallongue, Brigadegeneral                                                 | 1806              | Gaeta                          | Jean-Baptiste-Joseph Debay,    |      |
| 31  | Karl der Kühne, Herzog von Burgund und Luxemburg                                               | 1477              | Nancy                          | Charles-François Lebœuf        |      |
| 32  | Prigent de Coëtivy, Admiral von Frankreich                                                     | 1450              | Cherbourg                      |                                |      |
| 34  | John Stewart, Earl von Buchan, Connétable von Frankreich                                       | 1424              | Verneuil                       | Charles-René Laitié            |      |
| 36  | Anton von Burgund, Herzog von Brabant, Limburg und Luxemburg                                   | 1415              | Azincourt                      |                                |      |
| 38  | Jacques Dampierre von Châtillon, Admiral von Frankreich                                        | 1415              | Azincourt                      |                                |      |
| 40  | Jean de Vienne, Admiral von Frankreich                                                         | 1396              | Schlacht bei Nikopolis         | Francisque Joseph Duret        |      |
| 42  | Karl von Blois, Herzog von Bretagne                                                            | 1364              | Auray                          |                                |      |
| 44  | Jacques I. de Bourbon, Graf von La Marche, Connétable von Frankreich                           | 1361              | Brignais                       |                                |      |
| 46  | Louis d’Armagnac, Herzog von Nemours                                                           | 1503              | Cerignola                      | François Rude                  |      |
| 47  | Gaston de Foix, Herzog von Nemours                                                             | 1512              | Ravenna                        |                                |      |
| 49  | Pierre du Terrail, Chevalier von Bayard                                                        | 1524              | Robecco sul Naviglio           |                                |      |
| 50  | Guillaume Gouffier de Bonnivet, Admiral von Frankreich                                         | 1525              | Pavia                          |                                |      |
| 51  | Jacques de La Palice, Marschall von Frankreich                                                 | 1525              | Pavia                          |                                |      |
| 52  | Jean de Bourbon, comte d’Enghien, Herzog von Soissons                                          | 1557              | Saint-Quentin                  | Jean Bernard Duseigneur        |      |
| 54  | André de Montalembert                                                                          | 1557              | Thérouanne                     | Jean-Louis Jaley               |      |
| 55  | Piero Strozzi                                                                                  | 1558              | Thionville                     | Jean-Jacques Flatters          |      |
| 56  | Anne, Herzog von Montmorency                                                                   | 1567              | Saint-Denis                    | James Pradier                  |      |
| 57  | Jacques d’Albon, Seigneur de Saint-André, Marquis de Fronsac, Marschall von Frankreich         | 1562              | Dreux                          | Jean-François-Théodore Gechter |      |
| 59  | Charles de La Rochefoucauld                                                                    | 1583              |                                | Sylvestre-Joseph Brun          |      |
| 60  | Antoine de Bourbon, König von Navarra                                                          | 1562              | Rouen                          | Joseph Marius Ramus            |      |
| 61  | Anne, Herzog von Joyeuse                                                                       | 1587              | Coutras                        | Isidore Hippolyte Brion        |      |
| 62  | Claude II. de Lorraine, Herzog von Aumale                                                      | 1573              | La Rochelle                    |                                |      |
| 64  | Bernard de Nogaret de La Valette                                                               |                   |                                | Louis Desprez                  |      |
| 66  | Armand de Gontau, Baron von Biron, Marschall von Frankreich                                    | 1592              | Épernay                        | Jean-Baptiste-Joseph Debay     |      |
| 68  | Jean VI. d’Aumont, Marschall von Frankreich                                                    | 1595              | Comper                         | Auguste Dumont                 |      |
| 70  | André de Brancas, Seigneur de Villars, Admiral von Frankreich                                  | 1595              | Doullens                       | Victor Thérasse                |      |
| 72  | Jean du Caylarde, marquis de Toiras                                                            | 1636              | Fontaneto d’Agogna             | Calnouet                       |      |
| 74  | Charles I. de Blanchefort, Marquis von, Fürst von Poix, Marschall von Frankreich               | 1638              | Breme                          | Davitan jeune                  |      |
| 76  | Manassès de Pas, Marquis von Feuquières, Generalleutnant der königlichen Armeen                | 1640              | Thionville                     | Philippe Joseph Henri Lemaire  |      |
| 77  | Armand de Maillé, Marquis de Brézé, Herzog von Fronsac, Admiral von Frankreich                 | 1646              | Orbetello                      |                                |      |
| 78  | Jean Baptiste Budes, Baron von Guébriant, Marschall von Frankreich                             | 1643              | Rottweil                       | Jean-Pierre Cortot             |      |
| 79  | Jacques de Castelnau-Bochetel, Marquis von Castelnau, Marschall von Frankreich                 | 1658              | Dünkirchen                     |                                |      |
| 80  | Jean de Gassion, Marschall von Frankreich                                                      | 1647              | Belagerung von Lens            |                                |      |
| 81  | Jacques de Rougé du Plessis-Bellière, Generalleutnant der königlichen Armeen                   | 1654              | Torre d'Anunziata              | Jean Bernard Duseigneur        |      |
| 83  | François de Vendôme, Herzog von Beaufort, Admiral von Frankreich                               | 1669              | Candia                         | Mercier                        |      |
| 84  | Henri de La Tour d'Auvergne, Vicomte de Turenne, Marschall von Frankreich                      | 1675              | Sasbach                        | Jean-Jacques Flatters          |      |
| 85  | Pierre Claude Berbier du Metz, Generalleutnant der königlichen Armeen                          | 1690              | Fleurus                        | François Jouffroy              |      |
| 86  | Nicolas de La Brousse Comte de Vertillac, Generalmarschall der Feldlager und Armeen des Königs | 1693              | Charleroi                      | Joseph-Stanislas Lescorné      |      |
| 87  | Charles Paris d’Orléans-Longueville, Herzog von Longueville                                    | 1672              | Rheinübergang                  | François Jouffroy              |      |
| 88  | Jean-Baptiste Cassagnet Marquis von Tilladet, Generalleutnant der königlichen Armeen           | 1692              | Steenkerke                     | Jean-Baptiste-Joseph Debay     |      |
| 90  | Béat Jacques II de Zurlauben, Generalleutnant der königlichen Armeen                           | 1704              | Höchstädt                      | François Jouffroy              |      |
| 92  | Ferdinand de Marsin, Comte de Marsin, Marschall von Frankreich                                 | 1706              | Turin                          | François Jouffroy              |      |
| 94  | James Fitzjames, Herzog von Berwick, Marschall von Frankreich                                  | 1734              | Philippsburg                   | Antoine Laurent Dantan         |      |
| 96  | Louis Joseph de Saint Véran, Marquis von Montcalm, Generalleutnant der königlichen Armeen      | 1759              | Abraham-Ebene                  | Francisque Duret               |      |
| 98  | Pierre François, Marquis von Rougé, Generalleutnant der königlichen Armeen                     | 1761              | Villinghausen                  | Jean-Baptiste-Joseph Debay     |      |
| 100 | Jacques François Dugommier, Armeegeneral                                                       | 1794              | San-Lorenzo de la Muga         | Antoine-Denis Chaudet          |      |
| 102 | Amédée Emmanuel François Laharpe, Divisionsgeneral                                             | 1796              | Fombio                         | Félix Lecomte                  |      |
| 103 | Jean Gilles André Robert, Brigadegeneral                                                       | 1796              | Arcole                         | Edme-François-Étienne Gois     |      |
| 104 | Martial Beyrand, Brigadegeneral                                                                | 1796              | Castiglione                    | Corbet                         |      |
| 105 | Charles Abattucci, Divisionsgeneral                                                            | 1796              | Hüningen                       | Gabriel-Vital Dubray           |      |
| 107 | Jean-Jacques Causse, Brigadegeneral                                                            | 1796              | Dego                           | Jacques-Edme Dumont            |      |
| 108 | Pierre Banel, Brigadegeneral                                                                   | 1796              | Cosseria                       | Lorenzo Bartolini              |      |
| 109 | Louis Marie Caffarelli, Divisionsgeneral                                                       | 1799              | Akkon                          | François Masson                |      |
| 110 | Barthélemy Catherine Joubert, Armeegeneral                                                     | 1799              | Novi                           | Louis Boizot                   |      |
| 112 | Dominique Martin Dupuy, Brigadegeneral                                                         | 1798              | Kairo                          | Philippe-Laurent Roland        |      |
| 113 | François Paul Brueys, Comte d'Aigalliers, Admiral                                              | 1798              | Abukir                         | Jean-Jacques Flatters          |      |
| 114 | Louis Marie, Vicomte de Noailles, Brigadegeneral                                               | 1804              | Havanna                        | Antoine Laurent Dantan l'Aîné  |      |
| 115 | Jean-Louis Debilly, Brigadegeneral                                                             | 1806              | Auerstedt                      | Jean-Baptiste-Joseph Debay     |      |
| 117 | Jean-Baptiste Kléber, Général en chef                                                          | 1800              | Kairo                          | Philippe Joseph Henri Lemaire  |      |
| 118 | François Louis de Morlan                                                                       | 1805              | Austerlitz                     | Julie Charpentier              |      |